# Казахстан на Играх доброй воли
Казахстан принимал участие в летних Играх доброй воли, начиная с Игр 1994 года.
До 1994 года спортсмены Казахстана принимали участие в Играх в составе команды СССР.
На всех Играх спортивные делегации Казахстана завоевали всего 4 медали, из них 2 золотых.

## Медальный зачёт

### Медали на летних Играх
| Игры                 | Золото                             | Серебро                            | Бронза                             | Всего                              | Место                              |
| 1986, 1990           | участвовали в составе команды СССР | участвовали в составе команды СССР | участвовали в составе команды СССР | участвовали в составе команды СССР | участвовали в составе команды СССР |
| Санкт-Петербург 1994 | 0                                  | 0                                  | 1                                  | 1                                  | 54                                 |
| Нью-Йорк 1998        | 2                                  | 0                                  | 1                                  | 3                                  | 13                                 |
| 2001                 | не участвовали                     | не участвовали                     | не участвовали                     | не участвовали                     | не участвовали                     |
| Всего                | 2                                  | 0                                  | 2                                  | 4                                  |                                    |